# Katie Jane Garside
Pour les articles homonymes, voir Garside.
Katie Jane Garside (Londres, 8 juillet 1968) est une auteure, compositrice, interprète, photographe, cinéaste et artiste anglaise.
Chanteuse charismatique du groupe Daisy Chainsaw, suivi peu après du groupe Queen Adreena à partir de 1999, elle enchaîne également divers projets solo. Son style oscille du punk rock avec Queen Adreena au folk psychédélique pour ses projets solo.
La particularité de Katie est son apparence sylphidique et androgyne et son style vestimentaire généralement constitué de haillons. Elle prend volontiers un look dégénéré et utilise parfois des bouteilles de bières comme pénis qu'elle masturbe sur scène. Sa voix fragile et rocailleuse lui permet des excentricités vocales. Elle apparaît beaucoup plus sage dans sa carrière solo à partir de 2009.
Elle a sorti un premier album solo Lalleshwari - Lullabies in a Glass Wilderness composé dans son appartement et dont chaque chanson s'inspire de la pièce où elle a composé ; cet album était suivit d'un DVD rempli de courts métrages réalisés par elle. S'ensuit un projet en 2007 avec Hector Zazou sur l'album "corps électriques" produit par Bruno Letort. Fin 2007, elle revient avec un nouveau projet, le groupe appelé Ruby Throat sort un album The Ventriloquist. Celui-ci n'a été produit qu'à 500 exemplaires dont tous étaient accompagnés d'un livret en cuir rouge fabriqué à la main par Katie Jane Garside et Chris Whittingham.
Sa sœur Melanie Garside fait aussi carrière dans la musique, dans des groupes comme Mediæval Bæbes ou Maple Bee. Elle a aussi été bassiste pour un temps dans le groupe de Katie, Queen Adreena.
Courtney Love a cité Katie Jane comme un exemple des premières vraies riot grrrl avec Kat Bjelland des Babes in Toyland.
Le groupe Suede a déclaré avoir créé la chanson Metal Mickey avec Katie Jane Garside en tête.
Garside a joué à la galerie d'art de Modern Art Oxford en hommage à la clôture de l'exposition solo de l'artiste peintre anglaise Stella Vine.

## Discographie
- 1992 : Eleventeen (LP) (One Little Indian)(Daisy Chainsaw)
- 2000 : Taxidermy (LP) (Blanco y Negro Records)(Queen Adreena)
- 2002 : Drink Me (LP) (Rough Trade Records)(Queen Adreena)
- 2005 : The Butcher and The Butterfly (LP) (One Little Indian Records)(Queen Adreena)
- 2005 : Live At The ICA (Live) (One Little Indian Records) (Queen Adreena)
- 2006 : Lalleshwari - Lullabies in a Glass Wilderness (en)
- 2007 : The ventriloquist - Ruby Throat with Chris Whittingham
- 2007 : Ride a Cock Horse (Démos) (Sortie Indépendante) (Queen Adreena)
- 2008 : Corps Electriques with Hector Zazou
- 2008 : Djin (LP) (Imperial Records)(Queen Adreena)
- avril 2009 : Tour EP - Ruby Throat with Chris Whittingham
- novembre 2009 : Out of a black cloud came a bird - Ruby Throat with Chris Whittingham
- 2012 : o'doubt o'stars - Ruby Throat with Chris Whittingham
- 2017 : baby darling taporo - Ruby Throat with Chris Whittingham